# Панотії

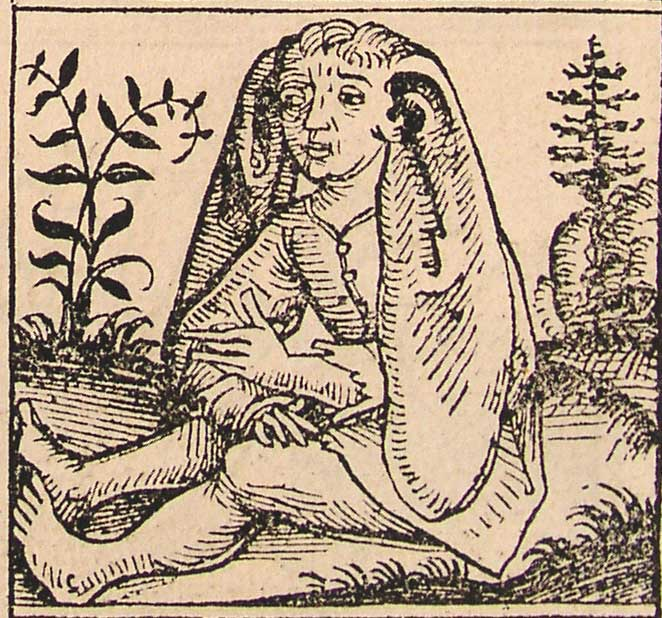
Панотій (Нюрберська хроніка)

Панотії (від грецьких слів πᾶν та οὖς — «повністю вуха») — міфологічні людиноподібні істоти, які мали величезні вуха, що вкривали все їхнє тіло.

## Пліній Старший
У 77-79 рр. до н.е., римський письменник Пліній Старший видав тридцятитомну енциклопедію «Природнича історія», що містила статті одночасно про справжнє та вигадане.

У «Природничій історії», Пліній пише про дивну расу людей, яких називають панотіями. Він також згадує про те, що вони ніби-то живуть в Скіфії. Ці люди мають настільки величезні вуха, що, як каже Пліній, у ночі, вони використовують їх для захисту свого тіла від холоду. Їхні вуха служили їм одягом.

## Інші згадки
- Помпоній Мела писав, що вони живуть на Оркнейських островах.
- Ісидор Севільський також згадує панотіїв.
- Вони з'являються у романі Умберто Еко «Бавдоліно»
- Одним і з чотирьох оповідачів у романі Кетрінн Валенте «Притулок священних»(«The Habitation of the Blessed») є панотій на ймення Імтітал.